# 坂井菴
坂井 菴（さかい いおり、1909年（明治42年）8月6日 - 没年不詳）は、大日本帝国陸軍の軍人、戦闘機操縦者。少候13期。第二次世界大戦に参加した最古参の現役戦闘機乗りのひとりで、教官やテストパイロットとしても活躍した。最終階級は陸軍少佐。

## 経歴
1909年（明治42年）8月6日、岐阜県旧稲葉郡蘇原村(現各務原市蘇原町)に生まれる。岐阜中学校を卒業後、民間パイロットを目指して所沢陸軍飛行学校で操縦教育を受けた。飛行学校卒業後の1928年（昭和3年）2月、予備役下士官を志願して陸軍に入隊、航空兵伍長として平壌の飛行第6連隊に配属された。同年5月、第三次山東出兵で半年間中国へ出動し、のち明野陸軍飛行学校で助教を務めた。
1932年（昭和7年）、少尉候補者として陸軍士官学校へ入校し、翌1933年（昭和8年）末に卒業して少尉に任官し飛行第6連隊に復帰。1935年（昭和10年）4月から7月まで明野学校で甲種学生教程を修得し、所沢陸軍飛行学校や明野学校の教官を歴任した。
1938年（昭和13年）3月、坂井中尉は飛行第2大隊第2中隊（森本中隊）付を命じられ北支戦線（日中戦争）へ出征、3月11日の西安攻撃で初陣を果たした。3月25日、第2大隊の九五式戦闘機16機は帰徳上空で中国空軍のI-15群と交戦し、19機を撃墜する戦果を上げた（第一次帰徳空戦）。第2編隊長として出撃した坂井はこの戦いでI-15を1機撃墜した。4月10日の第二次帰徳空戦でも坂井は敵戦闘機3機を撃墜し、5月20日の蘭封空戦でさらに1機を撃墜した。8月1日に第2大隊は飛行第64戦隊へ改編され、9月から10月まで武漢作戦に協力した。その間に坂井の第2中隊も九七式戦闘機へ機種改変した。その後、64戦隊は占領直後の広東へ移動し、華南各地の作戦に参加した。
1939年（昭和14年）8月、坂井大尉は第64戦隊とともにノモンハン戦線へ転進し、8月20日から9月15日の停戦まで連日のように出撃した。9月1日の戦闘で第2中隊長の安西秀一大尉が戦死すると、坂井が中隊長職を引き継いで戦った。ソ連戦闘機の大群を相手に日に4～6回の出撃を重ね、多い時は一日で7回出撃したこともあり、50発被弾して帰還したこともあった。この間、坂井の編隊は8機以上の撃墜戦果をあげた。ノモンハン戦後は東満の東京城に駐屯、最新の英米式戦闘機戦術を取り入れた「坂井式」と呼ばれる猛訓練を実施して、後にエースとなる檜與平らを育て上げた。
1941年（昭和16年）7月に明野飛行学校へ戻り、1943年（昭和18年）3月の少佐昇進とともに陸軍航空審査部のテストパイロットへと転じた。ここで坂井は三式戦闘機（キ61）の試験飛行を担当した。1944年（昭和19年）末からB-29による空襲が始まると、審査部で編成された臨時防空戦闘機隊を指揮し、自らB-29を1機撃墜したこともあった。のちに五式戦闘機（キ100）のテスト主務者となり、1945年（昭和20年）2月11日（2月1日との説もあり）にその初飛行を成功させた。
終戦までの坂井の操縦生活は18年に及び、その飛行時間は50種もの航空機による5,000時間にも達し、陸軍航空で有数の名手として知られた。彼の総撃墜機数は9機（公認記録）で、それ以上の15機とする資料もある。
戦後は川崎航空機のテストパイロットを務め、KAL-1やKAT-1、T-33Aなどを操縦した。